# Равенскорт-парк (станція метро)
51°29′39″ пн. ш. 0°14′09″ зх. д. / 51.494167° пн. ш. 0.235833° зх. д.
Равенскорт-парк (англ. Ravenscourt Park) — станція лінії Дистрикт Лондонського метро. Розташована у 2-й тарифній зоні, у Равенскорт-парк, боро Гаммерсміт і Фулем, Великий Лондон, між метростанціями Стемфорд-брук та Гаммерсміт. Пасажирообіг на 2017 рік — 3.21 млн осіб
Конструкція станції — наземна відкрита з двома острівними платформами.

## Історія
- 1. квітня 1873 — відкриття станції у складі London and South Western Railway (L&SWR), як Шафтсбері-роуд[3]
- 1. червня 1877 — відкриття трафіку District Railway (DR, сьогоденна лінія Дистрикт).
- 1. жовтня 1877 — відкриття трафіку Metropolitan Railway.
- 1. травня 1878 — відкриття трафіку Midland Railway "Super Outer Circle".
- 30. вересня 1880 — припинення трафіку Super Outer Circle.
- 1. березня 1888 — перейменування станції на Равенскорт-парк.
- 1. січня 1894 — відкриття трафіку Great Western Railway (GWR).
- 31. грудня 1906 — припинення трафіку Metropolitan Railway.
- 31. грудня 1910 — припинення трафіку GWR.
- 3. червня 1916 — припинення трафіку L&SWR.

## Пересадки
- На автобуси London Buses маршрутів 27, 190, 266, 391, H91 та нічних маршрутів N9 та N11.

## Послуги
| Попередня станція | Лінія | Лінія                           | Лінія | Наступна станція |
| ----------------- | ----- | ------------------------------- | ----- | ---------------- |
| Стемфорд-брук     |       | Лондонське метро Лінія Дистрикт |       | Гаммерсміт       |